# Mathieu Arsenault
Pour les articles homonymes, voir Arsenault.
Mathieu Arsenault, né le 27 juillet 1976 à Rimouski, est un écrivain québécois vivant à Montréal.

## Biographie
Née le 27 juillet 1976 à Rimouski, Mathieu Arsenault fait des études en sciences pures au Cégep de Rimouski, avant de se diriger en Études françaises à l'Université de Montréal. Alors qu'il poursuit un doctorat en littérature comparée, il fait paraître en 2004 son premier livre, Album de finissants, chez Triptyque.
L'œuvre de fiction de Mathieu Arsenault, située à mi-chemin entre la poésie, le roman et l'essai, articule une critique virulente de son époque, non dénuée cependant d'un certain lyrisme.
S'étant d'abord fait remarquer avec Album de finissants en 2004, il a publié depuis un essai, Le lyrisme à l'époque de son retour, un autre livre de fiction, Vu d'ici (Triptyque, 2008) et La vie littéraire (Le Quartanier, 2014).
Trois ans plus tard, à l'automne 2007, il publie sa thèse remaniée sous la forme d'un essai, Le lyrisme à l'époque de son retour (Nota Bene), suivi en 2008 d'un deuxième livre de fiction, Vu d'ici (Triptyque). À l'automne de la même année, une adaptation de Vu d'ici sera créée à Montréal au théâtre La Chapelle par Christian Lapointe et le Théâtre Péril.
Mathieu Arsenault multiplie aussi les lectures publiques, aussi bien dans les soirées de poésie que sur la scène slam québécoise,. En tant que critique et essayiste, Arsenault est finalement un collaborateur régulier de la revue Spirale et un des membres-fondateurs du magazine OVNI.

### Thèmes et style
Les livres de fiction de Mathieu Arsenault se présentent délicatement comme des constats lucides et désespérés du quotidien le plus banal,,,.
Dans Album de finissants, des élèves du secondaire anonymes ressassent sans fin les menus détails de leur vie intime, faute de pouvoir s'enfuir d'un système scolaire qui ne sait plus enseigner que la compétition et l'exigence de performance.
Avec Vu d'ici, c'est à l'inertie des habitants de la banlieue qu'il s'attaque, mettant en scène un téléspectateur intelligent mais au corps immobile et prostré devant la télévision, assistant impuissant à l'effondrement du monde comme de sa propre vie. La pensée qui se déploie à la première personne ne laisse en fin de compte pratiquement aucun espace pour se replier. Critique radicale de la société comme de l'individu, elle ne laisse à la fin qu'une parole d'« aucun compromis », faisant la preuve, selon Réginald Martel, que « la littérature peut tout dire, même le vide ».
À la gravité de ces thèmes vient pourtant répondre un style nerveux aux effets parfois ironiques et mordants. Dépourvue de ponctuation, la prose d'Arsenault se détaille en fragments constitués le plus souvent d'une seule phrase qui court sur plusieurs lignes et dont le résultat se montre très proche du monologue intérieur ou du flux de conscience, pratiqué déjà par Joyce, Beckett, Burroughs et beaucoup d'autres, où les référents linguistiques s'entrechoquent et s'emboutissent, tirant par moments beaucoup plus vers la poésie que le récit et remplissant une fonction d'assaut antigrammatical autant que de cri de détresse. À travers ce magma langagier les références culturelles s'enchainent et se délient dans une sorte de « formalisme pop ».
Parallèlement à ce travail sur la langue, les essais de Mathieu Arsenault (qu'il a publiés en revues dans Contre-jour, Spirale et OVNI), tentent de penser notre époque avec la même lucidité sans ménagement. Parmi ses thèmes de prédilection, on retrouve la relève artistique (qu'il oppose à la notion de « génération », le problème de la séparation des genres littéraires, le cynisme et la possibilité d'en sortir en le traversant, ainsi que le simulacre du sujet en poésie (dans Le lyrisme à l'époque de son retour).
Mathieu Arsenault a également été un proche, de l'autrice Vickie Gendreau (1989-2013) qui lui a légué ses archives dont il assure l'édition. Il témoigne de cette expérience dans La morte, paru en 2020, qui a été adapté dans la pièce de théâtre We are shining forever à la recherche de l'entrée du royaume des morts en 2022.

### Refus de prix littéraires
En 2014, il demande — sans succès — le retrait de son livre La vie littéraire de la liste des nominations pour le prix Spirale Eva-Legrand. Puis, il refuse carrément de recevoir le prix lorsqu'il le remporte. Il explique son refus par des motifs politique et philosophique. Selon lui, l'institution des prix littéraires consiste en « un acte de pouvoir et d'autorité » qui ne « favorise pas un portrait de la littérature comme multiplicité et diversité de parutions incomparables les unes aux autres ». Depuis, il refuse systématiquement que les maisons d'édition qui le publient inscrivent ses œuvres à des prix littéraires.

## Œuvres

### Romans et récits
- Album de finissants (récit fragmenté), Montréal, Triptyque, 2004, 142 p.  (ISBN 978-2-89031-499-3)
- Vu d’ici (roman), Montréal, Triptyque, 2008, 110 p.  (ISBN 978-2-89031-619-5)
- La vie littéraire (essai-roman), Montréal, Le Quartanier, 2014, 112 p.  (ISBN 978-2-896981-62-5)
- Le guide des bars et pubs de Saguenay (essai-poèmes), Montréal, Le Quartanier, 2016, 53 p.  (ISBN 978-2-89698-247-9)
- La morte (roman), Montréal, Le Quartanier, 2020, 144 p.  (ISBN 978-2-896984-79-4)

### Essai
- Le lyrisme à l’époque de son retour (essai), Montréal, Nota Bene, coll. « Nouveaux essais Spirale », 2007, 171 p.  (ISBN 978-2-89518-290-0)

### Collectifs
- Les Archi-Fictions de Montréal : six villes invisibles inventées et racontées (album témoignage accompagnant l'exposition et la lecture publique), Montréal, Monopoli, 2006, 1254 p.  (ISBN 2-9809297-0-0)
- Maison des jeunes, Montréal, Éditions de ta mère, 2013, 253 p.  (ISBN 9782923553603)
- 10 ans, 11 poètes, 12 affiches (recueil de douze poèmes-affiches publié par la librairie Le port de tête pour célébrer son dixième anniversaire), collectif dirigé par Mathieu Arsenault, Montréal, Possibles éditions, 2017.  (ISBN 9782981556837)

## Adaptations

### Album de finissants
De 2014 à 2017, la pièce Album de finissants, adaptation du récit éponyme paru en 2004, a été jouée sur différentes scènes, notamment à l’Espace libre à Montréal et au Théâtre Périscope de Québec.

### Vu d'ici
À l'automne 2008, une adaptation de son roman Vu d'ici — sorti la même année — est créée à Montréal au théâtre La Chapelle par Christian Lapointe et le Théâtre Péril, puis elle fait l’objet d’une tournée régionale avant d’être reprise à La Chapelle en 2013.

### La vie littéraire
Son essai-roman La vie littéraire, paru en 2014, a été adapté au théâtre par Christian Lapointe en collaboration avec Simon Dumas. La pièce mettant en scène l'auteur a été présentée du 22 au 31 mars 2017 au Théâtre La Chapelle, à Montréal, de même qu'en tournée régionale.

### La morte
Son roman La morte a été adapté par Christian Lapointe dans la pièce We are shining forever à la recherche de l'entrée du royaume des morts présentée au Théâtre La Chapelle et au Théâtre Périoscope.